# 阿爾普勒湖
46°56′08″N 8°39′14″E / 46.93556°N 8.65389°E

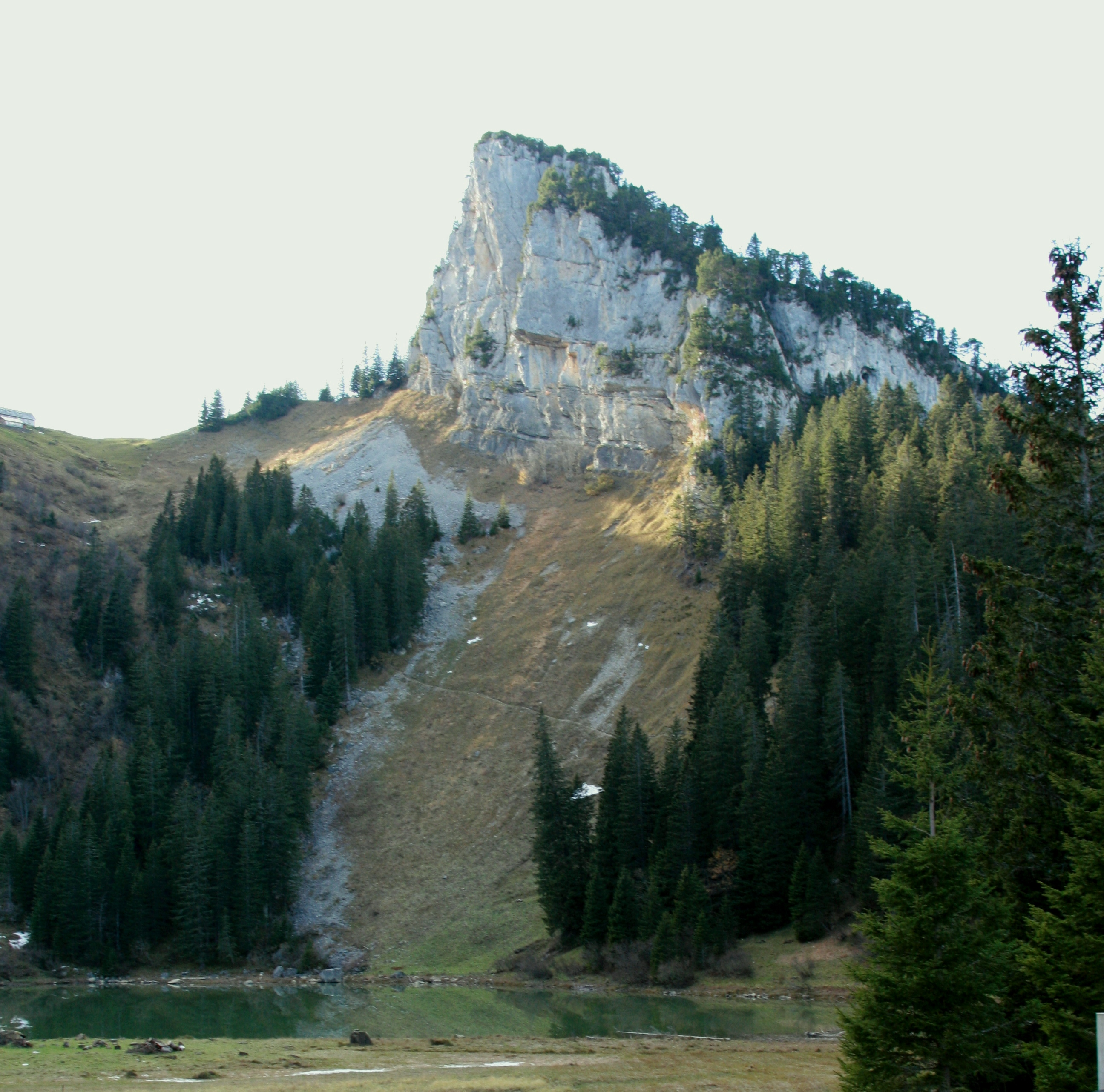

阿爾普勒湖（Alplersee），是瑞士的湖泊，位於該國中部，由烏里州負責管轄，處於羅普海恩山坡上里門施塔爾登附近，長225米、寬150米，海拔高度1,506米。